# فيلستر
فيلستر (بالألمانية: Wilster) هي بلدة ألمانية تقع في شليسفيغ هولشتاين في ألمانيا. يقدر عدد سكانها بـ 4,444 نسمة .

## أعلام
- بيتر لوثر